# Проклетиња
Проклетиња је југословенски ТВ филм из 1975. године. Режирао га је Бранко Плеша који је, на основу кратке хорор приче „The Damned Thing” Емброза Бирса из 1893. године, написао и сценарио.

## Улоге
| Глумац          | Улога    |
| --------------- | -------- |
| Раде Марковић   | Иследник |
| Никола Симић    | Сведок   |
| Васја Станковић | Поротник |
| Бранко Плеша    | Ловац    |